# Amanda Coetzer
Amanda Coetzer (22 de octubre de 1971 en Hoopstad, Sudáfrica) es una extenista sudafricana.
Coetzer se hizo profesional en 1988 y se retiró en 2004. Amanda ganó su primer título de individuales en 1993 en Melbourne.
Coetzer entró en el top 20 del ranking mundial de la WTA en 1992 y permaneció allí durante gran parte de los siguientes 10 años. Coetzer era muy conocida por batir a jugadoras de mejor ranking que ella (ganó a Steffi Graf en Berlín en 1997 por 6-0 6-1 en lo que fue la peor derrota de la probablemente mejor tenista de la historia), lo que la llevó a ocupar el lugar N º 3 del ranking WTA en 1997. Como resultado de sus muchas victorias y de su pequeña estatura, se ganó el apodo de La pequeña asesina.

## Torneos ganados

### Individuales
| Leyenda         |
| Tier I (1)      |
| Tier II (1)     |
| Tier III (3)    |
| Tier IV & V (4) |

| Títulos por superficie |
| Dura (2)               |
| Tierra batida (6)      |
| Hierba (0)             |
| Moqueta (1)            |

| No. | Fecha                    | Torneo                               | Localización                                         | Superficie    | Oponente                | Resultado     |
| 1.  | 17 de enero de 1993      | Sunsmart Victorian Open              | Melbourne, Australia                                 | Dura          | Naoko Sawamatsu         | 6-2, 6-3      |
| 2.  | 26 de septiembre de 1993 | Nichirei International Championships | Tokio, Japan                                         | Dura          | Kimiko Date             | 6-3, 6-2      |
| 3.  | 15 de mayo de 1994       | BVV Prague Open                      | Praga, República Checa                               | Tierra batida | Åsa Svensson            | 6-1, 7-6(14)  |
| 4.  | 27 de abril de 1997      | Budapest Lotto Open                  | Budapest, Hungría                                    | Tierra batida | Sabine Appelmans        | 6-1, 6-3      |
| 5.  | 26 de octubre de 1997    | SEAT Open                            | Luxemburgo, Luxemburgo                               | Moqueta (I)   | Barbara Paulus          | 6-4, 3-6, 7-5 |
| 6.  | 5 de abril de 1998       | Family Circle Magazine Cup           | Hilton Head Island, Carolina del Sur, Estados Unidos | Tierra batida | Irina Spîrlea           | 6-3, 6-4      |
| 7.  | 21 de mayo de 2000       | Mexx Benelux Open                    | Amberes (Bélgica)                                    | Tierra batida | Cristina Torrens Valero | 4-6, 6-2, 6-3 |
| 8.  | 4 de marzo de 2001       | Abierto Mexicano Pegaso (1)          | Acapulco, México                                     | Tierra batida | Yelena Dementieva       | 2-6, 6-1, 6-2 |
| 9.  | 2 de marzo de 2003       | Abierto Mexicano Pegaso (2)          | Acapulco, México                                     | Tierra batida | Mariana Díaz-Oliva      | 7-5, 6-3      |

### Dobles
- 1992: Toronto (con Inés Gorrochategui)
- 1992: San Juan (con Elna Reinach)
- 1994: Praga (con Linda Harey Wild)
- 1995: Amelia Island (con Inés Gorrochategui)
- 1995: Berlin (con Inés Gorrochategui)
- 1996: Tokyo Nichirei International (con Mary Pierce)
- 1997: Budapest (con Alexandra Fusai)
- 2001: Oklahoma City (con Lori McNeil)
- 2001: Bahia (con Lori McNeil)

- Datos: Q233339
- Multimedia: Amanda Coetzer / Q233339